# Generatore di Van de Graaff
Il generatore di Van de Graaff è un generatore elettrostatico in grado di accumulare una notevole quantità di carica elettrica in un conduttore, creando tra questo ed un elettrodo di riferimento, solitamente messo a terra, un'altissima tensione (che può arrivare fino a milioni di volt).

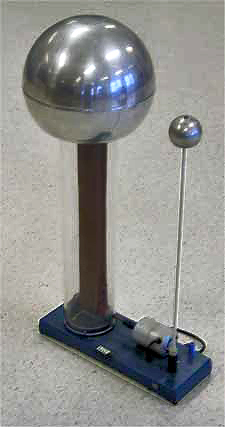
Un generatore di Van de Graaff

Per la sua relativa semplicità è comune nei laboratori di molte scuole, ma ha anche applicazioni pratiche ad esempio in fisica nucleare, in cui l'elevata differenza di potenziale elettrico generata viene utilizzata per accelerare particelle dotate di carica elettrica.

## Principio di funzionamento

Schema di un generatore di Van de Graaff:
1. sfera metallica cava con cariche positive;
2. elettrodo superiore;
3. rullo superiore;
4. lato del nastro con cariche positive;
5. lato del nastro con cariche negative;
6. rullo inferiore;
7. elettrodo inferiore;
8. dispositivo sferico con cariche negative;
9. scarica prodotta dalla differenza di potenziale che si genera tra le due sfere metalliche.

Il generatore è formato da un nastro di materiale isolante (caucciù) teso tra due rulli e mantenuto in rotazione da un motore. Il nastro viene caricato per induzione da una serie di punte metalliche (potere disperdente delle punte) poste in prossimità del rullo inferiore e collegate ad un generatore di tensione continua (ad esempio una batteria).
Queste cariche vengono poi trasportate, per azione del motore che muove il nastro, all'interno di un conduttore di forma sferica, isolato, dove un secondo pettine metallico collegato elettricamente alla sfera le trasferisce sulla superficie di quest'ultima. Se non si spegne la macchina, il processo si arresta quando la tensione presente nella sfera è sufficiente a produrre scariche elettriche attraverso gli isolanti di sostegno (rottura dielettrica) o attraverso l'aria circostante (ionizzazione dell'aria).
Il tipico esperimento che si fa nelle scuole è quello di avvicinare al conduttore in tensione un conduttore posto a massa e osservare la scarica che si genera, in modo analogo ai fulmini.

## Tensione di funzionamento
In questo tipo di generatori si raggiungono tensioni che sono proporzionali al raggio dell'elettrodo ad alta tensione. Una macchina con elettrodo di un metro di raggio può raggiungere una tensione massima di {\displaystyle 10^{6}} V. Per raggiungere tale tensione occorre però che l'elettrodo sia distante da ogni altro oggetto e che l'aria sia quasi priva di umidità. Per ottenere tale condizione, dopo il 1935 tutti i generatori sono stati realizzati racchiusi in un recipiente cilindrico di acciaio contenente un gas (aria deumidificata oppure elio) ad una pressione di 10-20 atm. Con la pressione infatti aumenta la capacità del gas di sopportare campi elettrici elevati senza dar luogo a scintille. Dopo il 1940 sono stati usati gas diversi dall'aria (ossido di carbonio, freon, azoto) e realizzati generatori con tensioni da 1 MV fino a 5,5 MV (con contenitore di 2,5 m di diametro e 8 m di altezza).

## Acceleratori tandem
Il più recente sviluppo del generatore di Van de Graaff è stato, a partire dal 1958, l'acceleratore a bersaglio fisso, elettrostatico, tipo tandem. Alcuni ioni negativi (generalmente ioni idrogeno con due elettroni) vengono emessi da una sorgente, collimati ed immessi in un tubo di pochi metri ai cui estremi si trovano un elettrodo a terra ed un elettrodo con potenziale positivo prodotto da un generatore di Van de Graaff. Gli ioni negativi vengono così accelerati verso l'elettrodo ad alta tensione, dove un getto di idrogeno li libera dagli elettroni. Gli ioni positivi così ricavati vengono quindi ulteriormente accelerati verso il bersaglio fisso costituito dall'elettrodo a terra. Il massimo potenziale raggiunto da un acceleratore Van de Graaff è pari a 25,5 MV.

## Nella cultura di massa
- Un famoso gruppo Progressive Rock britannico prende il nome di Van der Graaf Generator.
- Nel videogioco di ruolo Fallout: New Vegas la famiglia che gestisce il mercato di armi a energia prende il nome di Van Graaff.
- Nel film Sherlock Holmes, il protagonista usa un generatore di Van der Graaff come arma di difesa.
- Nel romanzo di fantascienza Lunedì inizia sabato (1965) dei fratelli Strugackij si spiega che il "distillatore di risate per bambini", apparecchio sperimentale messo a punto nel dipartimento di "Felicità Lineare" dell'ISSTEMS, è un apparecchio molto somigliante al generatore di Van de Graaff.